# 인간도
- 제1층, 즉 가운데의 축은 불선근 즉 3독을 나타낸다.
- 제2층은 업을 나타낸다.
- 제3층은 6도를 나타낸다.
- 제4층은 12연기를 나타낸다.
- 윤회의 수레바퀴를 꽉 붙들고 있는 괴물은 실체가 없는 것, 즉 무상·고·공·무아인 것에 대한 집착, 즉 근본무명을 나타낸다.
- 윤회의 수레바퀴 왼쪽 위에 있는 달은 6도윤회로부터 벗어난 상태, 즉 열반, 즉 깨달음을 나타낸다.
- 달을 가리키고 있는 붓다는 6도윤회로부터 벗어나는 것이 가능하다는 것을 나타낸다.

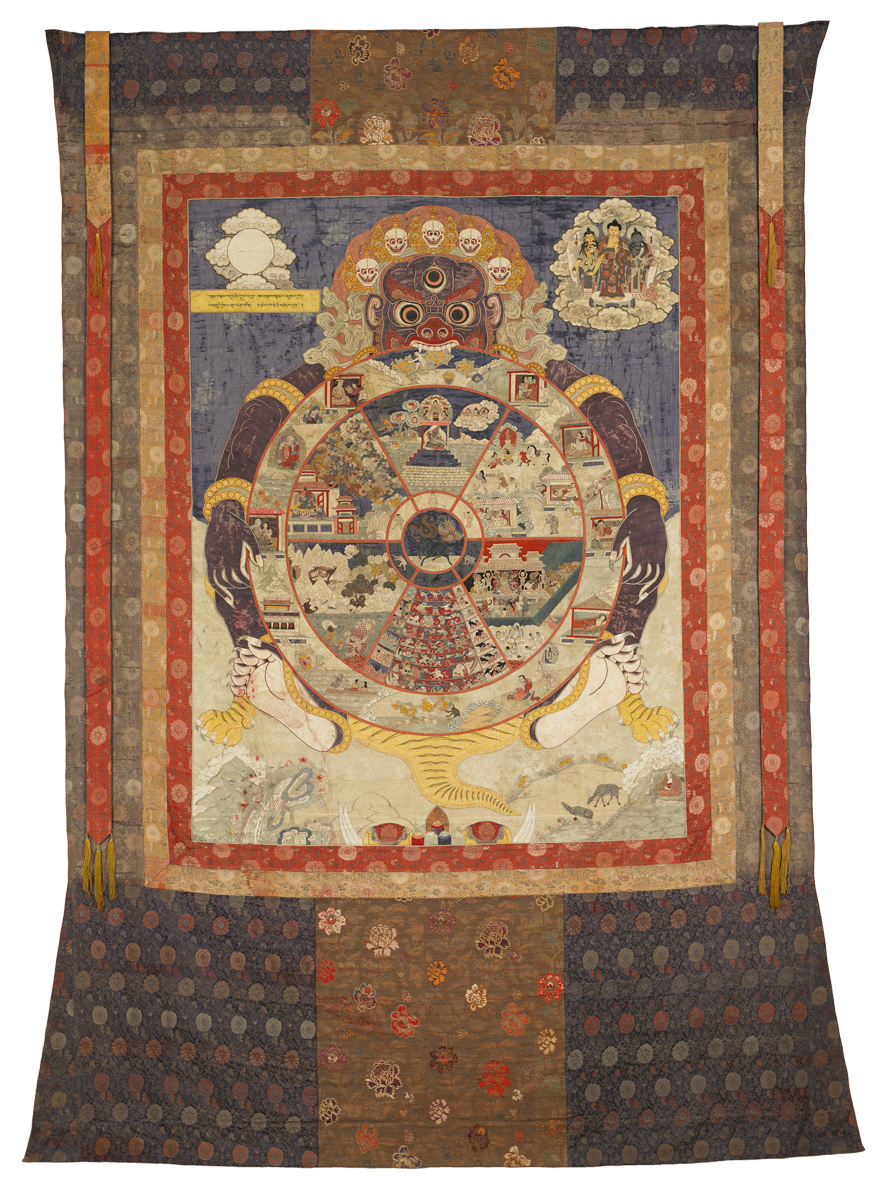
티베트 불교의 6도윤회도(六道輪廻圖, bhavacakra):
- 제1층, 즉 가운데의 축은 불선근 즉 3독을 나타낸다.
- 제2층은 업을 나타낸다.
- 제3층은 6도를 나타낸다.
- 제4층은 12연기를 나타낸다.
- 윤회의 수레바퀴를 꽉 붙들고 있는 괴물은 실체가 없는 것, 즉 무상고공무아인 것에 대한 집착, 즉 근본무명을 나타낸다.
- 윤회의 수레바퀴 왼쪽 위에 있는 달은 6도윤회로부터 벗어난 상태, 즉 열반, 즉 깨달음을 나타낸다.
- 달을 가리키고 있는 붓다는 6도윤회로부터 벗어나는 것이 가능하다는 것을 나타낸다.

인간도(人間道, 산스크리트어: manusya-gati)는 불교에서 중생이 깨달음을 증득하지 못하고 윤회하여 다시 태어날 때, 전생에서 지은 선업 또는 악업의 총합에 따라 그 과보로서 현생에서 태어나는 세계 또는 의식 상태 또는 존재 상태인 지옥도(地獄道) · 아귀도(餓鬼道) · 축생도(畜生道) · 아수라도(阿修羅道) · 인간도(人間道) · 천상도(天上道)의 6도(六道) 중 하나이다. 또는, 불교 부파 또는 종파들 중 설일체유부와 상좌부 불교 등에서는 6도가 있는 것이 아니라 6도에서 아수라도를 제외한 5도(五道)가 있다고 보는데, 따라서 인간도는 이 5도 가운데 하나이다.
인간도(人間道)는 인도(人道)라고도 하며, 또는 간단히 인(人) 또는 인간(人間)이라고도 하며, '업인(業因)에 따라 나아가는 곳'이라는 뜻의 취(趣)를 사용하여 인간취(人間趣) 또는 인취(人趣)라고도 한다. 또한 인간의 세계라는 뜻에서 인계(人界) 또는 인간계(人間界)라고도 한다. 인간계의 유(有: 윤회의 삶 또는 윤회하는 존재)라는 뜻에서 인유(人有)라고도 한다.

## 3계와 인간도
인간도(人間道, 산스크리트어: manusya-gati)는 욕계 · 색계 · 무색계의 3계 가운데 욕계의 지표세계에 속하며, 인간들이 사는 곳, 즉 인간세계이다.
불교의 우주론에 따르면, 인간도의 유정 즉  인간의 거주처, 즉 욕계의 지표세계는 수미산 동쪽에 있는 승신주(勝身洲), 남쪽에 있는 섬부주(贍部洲), 서쪽에 있는 우화주(牛貨洲), 북쪽에 있는 구로주(俱盧洲)의 네 대륙이다.
한편, 6도 가운데 아귀도 · 축생도 · 아수라도에 태어난 유정들인 아귀 · 동물 · 아수라가 인간도의 유정들 즉 인간과 함께 욕계의 지표세계에 거주한다. 다만, 아수라도의 유정, 즉 아수라의 경우에는 이견이 있는데, 그 구체적인 거주처가 지표세계 즉 네 대륙 가운데 심산유곡이라고 하는 의견도 있고, 땅 즉 네 대륙이 아닌 바다 속이라는 의견도 있고, (수미산과 지쌍산 사이의) 바다 밑이라는 의견도 있다.

## 6도와 인간도
6도는 크게 지옥도 · 아귀도 · 축생도의 3악도(三惡道)와 아수라도 · 인간도 · 천상도의 3선도(三善道)로 구분하곤 하는데, 기술된 바와 같이 인간도는 3선도에 속한다. 3악도는 5악 · 10악 · 바라이죄 · 5역죄 등의 불선(악)한 업으로 인해 태어나는, 고통스러운 나쁜 세계 또는 박복한 세계를 뜻한다. 이에 대해 3선도는 10선과 보시 등의 선한 업으로 인해 태어나는, 3악도에 비해 상대적으로 좋은 세계 또는 다복한 세계라는 것을 뜻한다.
불교에 따르면,
인간도는 괴로움과 즐거움이 반반으로 존재하는 세계이며, 천상도는 뛰어난 즐거움을 향수하는 세계이다. 그런데, 불교에 따르면, 개별 유정에 따라 차이가 있겠지만 전체적으로 말해, 천상도는 뛰어난 즐거움으로 인해 도리어 고(苦)를 벗어난 세계 또는 경지인 출세간으로 향하기가 어려운 바가 있으며, 괴로움과 즐거움이 반반으로 존재하는 세계인 인간도가 출세간 즉 무루의 세계 또는 경지로 나아가는 데는 오히려 더 나은 바가 있다고 본다.
그리고, 비록 인간도가 천상도를 제외한 나머지에 비해 상대적으로 좋은 곳이기는 하지만, 인간도와 천상도를 비롯한 6도 또는 6취 전체는 미계(迷界), 즉 미혹된 상태의 세계, 즉 염오(번뇌)에 물들어 있어 사(事)와 이(理)를 바르게 알고 바르게 행하지 못하고 불선(악)을 비롯한 잘못을 범하는 상태의 세계로서, 모든 염오(번뇌, 특히 근본무명)를 멀리 떠나[遠離] 완전한 깨달음(열반)을 증득한 상태가 아닌 한 완전한 깨달음(열반)을 증득할 수 있을 때까지 계속하여 탄생과 재탄생을 반복하면서 윤회하여 생사의 고통을 받는다는 뜻에서 6도윤회(六道輪迴)라고 한다.
이와 관련된 내용으로 대승불교의 주요 인물인 용수는 《대지도론》 제30권에서 선법(善法)에 관련된 질문에 다음과 같이 답하고 있다.

問曰：　善法亦有三果：　下者為人，中者為天，上者涅槃。

答曰：　是中　不應說涅槃，但應分別眾生果報住處，　涅槃非報故。
善法有二種：一者、三十七品能至涅槃，二者、能生後世樂。今但說受身善法，不說至涅槃善法。

世間善有三品：上分因緣故，天道果報；中分因緣故，人道果報；下分因緣故，阿修羅道果報。
— 《대지도론》 제30권. 한문본

[문] [6도(六道)와 관련된] 착한 법에도 역시 세 가지 과보가 있나니, 아래는 사람[人]이요 중간에는 하늘[天]이며 맨 위는 열반이다.

[답] [6도(六道)에 대해 논의하고 있는] 여기서는 열반을 말하지 않아야 한다. 다만 중생이 과보로서 머무를 곳만을 분별해야 하나니, [6도 즉 3계를 벗어난 상태인] 열반은 [6도(六道)의] 과보가 아니기 때문이다. 착한 법[善法]에는 두 가지가 있다. 첫째는 37품(三十七品, 즉 37도품)으로는 열반에 이르게 하고, 둘째는 뒷세상[後世]의 즐거움을 내게 하는 것이다. 지금은 다만 몸을 받는 착한 법[受身善法]을 말할 뿐이요 열반에 이르는 착한 법[至涅槃善法]은 말하지 않는다.

세간의 선[世間善]에는 세 가지가 있다. 위 갈래[上分]의 인연 때문에 천도(天道)의 과보가 있고, 중간 갈래[中分]의 인연 때문에 인도(人道)의 과보가 있으며, 아래 갈래[下分]의 인연 때문에 아수라도(阿修羅道)의 과보가 있다.
— 《대지도론》 제30권. 한글본

## 참고 문헌
- 곽철환 (2003). 《시공 불교사전》. 시공사 / 네이버 지식백과. |title=에 외부 링크가 있음 (도움말)
- 권오민 (2003). 《아비달마불교》. 민족사.
- 목건련 지음, 현장 한역, 송성수 번역 (K.945, T.1537). 《아비달마법온족론》. 한글대장경 검색시스템 - 전자불전연구소 / 동국역경원. K.945(24-1091), T.1537(26-453). |title=에 외부 링크가 있음 (도움말)
- 세친 지음, 현장 한역, 권오민 번역 (K.955, T.1558). 《아비달마구사론》. 한글대장경 검색시스템 - 전자불전연구소 / 동국역경원. K.955(27-453), T.1558(29-1). |title=에 외부 링크가 있음 (도움말)
- 승가제바(僧伽提婆) 한역. 《중아함경》. 한글대장경 검색시스템 - 전자불전연구소 / 동국역경원. |title=에 외부 링크가 있음 (도움말)
- 용수 지음, 구마라습 한역, 김성구 번역 (K.549, T.1509). 《대지도론》. 한글대장경 검색시스템 - 전자불전연구소 / 동국역경원. K.549(14-493), T.1509(25-57). |title=에 외부 링크가 있음 (도움말)
- 운허.  동국역경원 편집, 편집. 《불교 사전》. |title=에 외부 링크가 있음 (도움말)
- (중국어) 목건련 조, 현장 한역 (T.1537). 《아비달마법온족론(阿毘達磨法蘊足論)》. 대정신수대장경. T26, No. 1537, CBETA. |title=에 외부 링크가 있음 (도움말)
- (중국어) 佛門網. 《佛學辭典(불학사전)》. |title=에 외부 링크가 있음 (도움말)
- (중국어) 星雲. 《佛光大辭典(불광대사전)》 3판. |title=에 외부 링크가 있음 (도움말)
- (중국어) 세친 조, 현장 한역 (T.1558). 《아비달마구사론(阿毘達磨俱舍論)》. 대정신수대장경. T29, No. 1558, CBETA. |title=에 외부 링크가 있음 (도움말)
- (중국어) 승가제바(僧伽提婆) 한역 (T.26). 《중아함경(中阿含經)》. 대정신수대장경. T1, No. 26, CBETA. |title=에 외부 링크가 있음 (도움말)
- (중국어) 용수 조, 구마라습 한역 (T.1509). 《대지도론(大智度論)》. 대정신수대장경. T25, No. 1509, CBETA. |title=에 외부 링크가 있음 (도움말)}